# Perfection (EP)
Perfection (tiếng Trung: 太完美; bính âm: Tàiwánměi) là mini-album thứ hai và là đĩa nhạc thứ ba của nhóm nhạc Mandopop Hàn Quốc Super Junior-M, một nhóm nhỏ của Super Junior. Album được phát hành tại Đài Loan vào ngày 25 tháng 2 năm 2011 bởi Avex Taiwan, và tại các nước châu Á khác vào tháng 3 năm 2011. Đây là mini-album thứ hai của nhóm sau Super Girl vào năm 2009 và là đĩa nhạc đầu tiên của nhóm kể từ sau khi Han Geng rời đi. Trong đĩa nhạc này cũng có sự tham gia của hai thành viên bổ sung Sungmin và Eunhyuk từ Super Junior.
Những bức ảnh teaser của nhóm cho album này đã xuất hiện trên trang chủ của Avex Taiwan vào ngày 12 tháng 2 năm 2011. Ca khúc chủ đề Perfection (được viết bởi cùng nhạc sĩ với "Mirotic" của TVXQ, "Eat You Up" của BoA và "Nu ABO" của f(x)) đã xuất hiện lần đầu tiên trong chương trình Hit Fm Taiwan vào ngày 14 tháng 2 năm 2011. MV teaser đã được tung ra cùng ngày hôm đó thông qua kênh YouTube chính thức của SM Entertainment, và MV đầy đủ được phát hành ngày 21 tháng 2 năm 2011.
Phiên bản repackaged của album được phát hành vào tháng 4 năm 2011 với một bài hát mới và một phiên bản tiếng Hàn của Perfection. Phiên bản tiếng Hàn này cũng được thêm vào album phòng thu thứ 5 Mr. Simple của Super Junior dưới dạng một bonus track.
Hai ca khúc chính "Perfection" và "Destiny" đã được phát hành dưới nhiều ngôn ngữ khác nhau. "Perfection" đã có các phiên bản tiếng Quan Thoại, tiếng Hàn, và tiếng Nhật trong khi "Destiny" cũng có các phiên bản tiếng Quan Thoại và tiếng Nhật.

## Music video
Các MV cho Perfection (bản tiếng Trung và tiếng Hàn) đã được tung ra vào những ngày khác nhau thông qua trang YouTube chính thức của SM Entertainment, nhưng phiên bản tiếng Trung đầu tiên đã bị gỡ bỏ để thay bằng một bản khác do một số lỗi ở phần phụ đề - hầu hết phụ đề của bài được để dưới dạng Trung văn phồn thể nhưng có một số chỗ lại để ở dạng Giản thể lẫn lộn với phồn thể. Phiên bản thay thế đã được đăng tải vào ngày 28 tháng 2 năm 2011 với toàn bộ phần phụ đề được sửa thành dạng phồn thể và cỡ chữ nhỏ hơn so với phiên bản đầu tiên.
Hình tượng của Super Junior-M trong album này là những vị bá tước châu Âu thời xưa, với những bộ trang phục là kiểu vest hiện đại kết hợp với viền ren trên áo, đội thêm những chiếc mũ lông theo phong cách Nga hoặc Anh. Khung cảnh nền của MV giống như một tòa nhà cổ ma quái với phong cảnh bên ngoài có chớp giật, cộng thêm hiệu ứng đèn nhấp nháy khiến mọi thứ trở nên đẹp, mê hoặc nhưng cũng thật huyền bí. Điểm nhấn của MV là ở đoạn trong khi Zhou Mi hát thì các thành viên khác xếp hình vòng cung phía trước và nhảy lên rồi đông cứng lại trên không trung.
Trong MV có sự xuất hiện của tất cả thành viên hiện tại của Super Junior-M. Tuy nhiên, sự xuất hiện của Choi Siwon là rất ít do lịch trình quay phim "Athena: Goddess of War" khiến anh không có nhiều thời gian để học vũ đạo.

## Phiên bản tiếng Nhật
Phiên bản phát hành tại Nhật của album bao gồm phiên bản tiếng Nhật của "Perfection" và "Destiny", được phát hành ngày 24 tháng 8 năm 2011 bởi Avex Trax tại Nhật Bản. Hơn 16,000 bản đã được bán ra trong tuần đầu tiên, ra mắt ở vị trí thứ #5 trên bảng xếp hạng Oricon Nhật Bản. Ngoài ra còn một phiên bản tiếng Nhật khác nữa cho album. Tổng cộng album đã bán được khoảng 20,000 bản tại Nhật, trụ vững trong 4 tuần tại bảng xếp hạng album tuần của Oricon.

## Phát hành
Phiên bản nhạc số được phát hành ở Đài Loan và Hàn Quốc vào ngày 25 tháng 2 năm 2011. Đĩa nhạc dạng CD được phát hành tại Hàn Quốc ngày 3 tháng 3 năm 2011 và tại Đài Loan ngày 4 tháng 3.
| Khu vực     | Ngày                | Công ty phát hành |
| ----------- | ------------------- | ----------------- |
| Đài Loan    | 25 tháng 2 năm 2011 | Avex Taiwan       |
| Hàn Quốc    | 28 tháng 2 năm 2011 | SM Entertainment  |
| Hong Kong   | 4 tháng 3 năm 2011  | Avex Asia         |
| Philippines | 30 tháng 7 năm 2011 | Universal Records |
| Nhật Bản    | 24 tháng 8 năm 2011 | Avex Trax         |

## Doanh số album
Tại Đài Loan, "Tai Wan Mei/Perfection" đã bán được hơn 60,000 bản, khiến Super Junior-M trở thành nhóm nhạc Hàn Quốc bán được nhiều album nhất tại Đài Loan trong năm 2011. Album đã được quảng bá mạnh mẽ tại Đài Loan trong năm 2011, do nhóm phải ở lại Đài Loan suốt hai tháng để học Tiếng Quan Thoại và để điều chỉnh lịch cho khớp với lịch quay phim Skip Beat! của Siwon và Donghae. Quá trình ở lại đây trong hai tháng đã khiến nhóm được xuất hiện thường xuyên ở nhiều chương trình để quảng bá, và do đó cũng ảnh hưởng đến doanh số album. Ngoài ra, còn một yếu tố dẫn đến sự thành công của album là ở cách phát âm chữ "Tai Wan Mei" (Too Perfect/Thái Hoàn Mĩ) trong tiếng Quan Thoại giống với "Đài Loan đẹp" hoặc "Người đẹp Đài Loan".